# Solenopsis granivora
Solenopsis granivora är en myrart som beskrevs av Kusnezov 1957. Solenopsis granivora ingår i släktet eldmyror, och familjen myror. Inga underarter finns listade i Catalogue of Life.